# 富田商会事件
富田商会事件（とみたしょうかいじけん）とは、1956年（昭和31年）10月、大阪市内の商事会社が当時日本と国交を結んでいなかった中華人民共和国に対し、戦略物資を密輸出しようとして大阪府警察に摘発された事件。事件の黒幕に金日成政権で閣僚候補となったこともある北朝鮮（朝鮮民主主義人民共和国）の人物がおり、同人は、新聞報道では「政治経済工作員」と報道された。

## 概要
1956年10月12日、大阪府警察外事課は大阪市東区（現、中央区）備後町3丁目のアトラスビル内、「富田商会」に対して「戦略物資を中共（中華人民共和国）に密輸出しようとした」として、関税法と外国為替及び外国貿易法違反の容疑で家宅捜索に入った。関係者8名を調べる過程で、本件の黒幕は、当初「金南市」名義の外国人登録証を提示していた同商会の専務取締役であると認められるに至った。自称「金南市」は、1947年（昭和22年）に神戸市で「駐留軍はヤミ米を隠している」という内容の批判ビラを撒いたことにより、政令違反としてGHQ（連合国軍最高司令官総司令部）の軍事裁判にかけられ、「重労働5年」の判決を受けた李珖であることが判明した。李珖は「重労働5年」の判決が下されたのち服役したが、約1年半で出所し、その後所在不明となっていた人物である。
金南市こと李珖は、警察の取り調べに対し、自身の素性について否認した。捜査当局は法務省入国管理局から当時の外国人登録証の写真を取り寄せ、確認を急いだ。また、報道では李珖なる人物は金日成治下の北朝鮮政府で閣僚候補に名の挙がったことのある実力者であり、太平洋戦争後、数度にわたって日本に密入国した疑いがあることも示された。関係先として同時に捜索を受けた李珖の愛人宅からは、1年ほど前に北朝鮮本国に報告した日本の政治経済情勢の資料が見つかったことから、捜査当局では李が政治工作員であるとの見方を強め、拘置の延長を請求してさらに追及を進めたい考えを示した。
北朝鮮で閣僚候補にもなったという大物が、一商事会社の専務として、また、日本で義妹まで使って活動していることは驚くべきことであるが、本事件は後追い報道もなされず、いわば歴史のなかに埋もれてしまった事件である。そのため、詳細もその後の経緯も不明であるが、総合的に検討すれば、彼がかかわった「戦略物資」の最終的な行き先が北朝鮮であった可能性は決して小さいものではない。